# 2. hokejová liga SR 2006/2007
Sezóna 2006/2007 byla 14. ročníkem 2. slovenské hokejové ligy. Vítězem se stal tým HC 46 Bardejov, který úspěšně postoupil do 1. hokejové ligy. Z 1. ligy nikdo nesestoupil.

## Systém soutěže
Soutěž byla rozdělena do dvou skupin (západ a východ). Celkem se jich zúčastnilo 14 týmů, ve skupině západ osm týmů a ve skupině východ bylo šest týmů. Ve všech skupinách se hrálo 1x venku a doma. Bodový systém se poprvé v soutěži změnil, za výhru se získalo tři body, za výhru v prodloužení získal klub dva body, za remízu nebo prohru v prodloužení jeden bod a za prohru nezískal klub žádný bod. Po základní části, kluby které byly umístění do šestého místa postoupili do nadstavbové části skupiny západ a východ. Nejlepší tým v nadstavbové části skupiny západ a východ postoupili do finálové části o postup. Vítězný tým postoupil do 1. ligy. Ze soutěže se nesestupovalo.

## Skupina západ

### Základní část
|  | Postupující do nadstavby   |
|  | Nepostupující do nadstavby |

| Poř. | Tým                           | Z  | B  | V  | VP | R | PP | P  | Skóre  | +/− |
| ---- | ----------------------------- | -- | -- | -- | -- | - | -- | -- | ------ | --- |
| 1    | Matterhorn Púchov             | 14 | 34 | 11 | 0  | 1 | 0  | 2  | 79:48  | +31 |
| 2    | HK 96 Nitra                   | 14 | 31 | 9  | 0  | 2 | 2  | 1  | 110:57 | +53 |
| 3    | HK TJ Iskra Partizánske       | 14 | 29 | 9  | 0  | 2 | 0  | 3  | 85:47  | +38 |
| 4    | HK MŠK Indian Žiar nad Hronom | 14 | 24 | 7  | 1  | 1 | 0  | 5  | 65:62  | +3  |
| 5    | HK Levice                     | 14 | 16 | 5  | 0  | 1 | 0  | 8  | 58:79  | −21 |
| 6    | HC Zlaté Moravce              | 14 | 12 | 3  | 1  | 1 | 0  | 9  | 51:72  | −21 |
| 7    | KŠK HOBA Bratislava           | 14 | 9  | 3  | 0  | 0 | 0  | 11 | 58:91  | −33 |
| 8    | MHK Šaľa                      | 14 | 9  | 3  | 0  | 0 | 0  | 11 | 44:94  | −50 |

### Nadstavba
|  | O postup |

| Poř. | Tým                           | Z  | B  | V  | VP | R | PP | P  | Skóre  | +/− |
| ---- | ----------------------------- | -- | -- | -- | -- | - | -- | -- | ------ | --- |
| 1    | Matterhorn Púchov             | 16 | 37 | 12 | 0  | 1 | 0  | 3  | 93:51  | +42 |
| 2    | HK TJ Iskra Partizánske       | 16 | 31 | 9  | 1  | 2 | 0  | 4  | 93:61  | +32 |
| 3    | HK 96 Nitra                   | 16 | 30 | 8  | 1  | 2 | 2  | 3  | 100:79 | +21 |
| 4    | HK Levice                     | 16 | 17 | 5  | 0  | 0 | 1  | 9  | 76:90  | −14 |
| 5    | HK MŠK Indian Žiar nad Hronom | 16 | 13 | 3  | 1  | 1 | 1  | 10 | 58:101 | −43 |
| 6    | HC Zlaté Moravce              | 16 | 12 | 3  | 1  | 1 | 0  | 11 | 53:91  | −38 |

## Skupina východ

### Základní část
|  | Postupující do nadstavby |

| Poř. | Tým                 | Z  | B  | V | VP | R | PP | P | Skóre  | +/− |
| ---- | ------------------- | -- | -- | - | -- | - | -- | - | ------ | --- |
| 1    | HC 46 Bardejov      | 10 | 27 | 9 | 0  | 0 | 0  | 1 | 81:12  | +69 |
| 2    | HK Brezno           | 10 | 24 | 8 | 0  | 0 | 0  | 2 | 73:21  | +52 |
| 3    | HK Dukla Michalovce | 10 | 18 | 6 | 0  | 0 | 0  | 4 | 53:41  | +12 |
| 4    | HC Lučenec          | 10 | 12 | 4 | 0  | 0 | 0  | 6 | 37:46  | −9  |
| 5    | MHK Sabinov         | 10 | 7  | 2 | 0  | 1 | 0  | 7 | 27:66  | −39 |
| 6    | HKm 98 Rožňava      | 10 | 1  | 0 | 0  | 1 | 0  | 9 | 18:103 | −85 |

### Nadstavba
|  | O postup |

| Poř. | Tým                 | Z  | B  | V  | VP | R | PP | P  | Skóre  | +/−  |
| ---- | ------------------- | -- | -- | -- | -- | - | -- | -- | ------ | ---- |
| 1    | HC 46 Bardejov      | 16 | 45 | 15 | 0  | 0 | 0  | 1  | 140:23 | +117 |
| 2    | HK Brezno           | 16 | 36 | 12 | 0  | 0 | 0  | 4  | 119:40 | +79  |
| 3    | HK Dukla Michalovce | 16 | 28 | 9  | 0  | 1 | 0  | 6  | 102:72 | +30  |
| 4    | HC Lučenec          | 16 | 18 | 5  | 1  | 1 | 0  | 9  | 62:84  | −22  |
| 5    | MHK Sabinov         | 16 | 12 | 3  | 0  | 1 | 2  | 10 | 50:113 | −63  |
| 6    | HKm 98 Rožňava      | 16 | 3  | 0  | 1  | 1 | 0  | 14 | 36:177 | −141 |

## O postup
- Matterhorn Púchov - HC 46 Bardejov 0:2 (2:5 a 1:5)